# 中御門経民

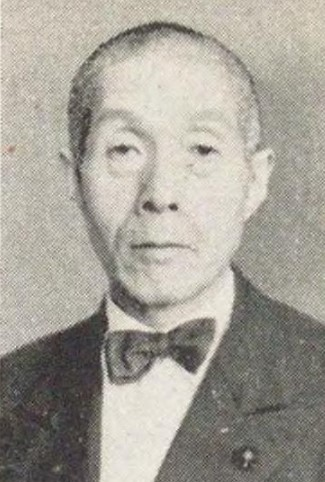
中御門経民

中御門 経民（なかのみかど つねたみ、1893年（明治26年）5月13日 - 1989年（平成元年）12月31日）は、大正から昭和期の官僚、政治家、華族。貴族院男爵議員。

## 経歴
海軍士官・男爵、中御門経隆の三男として生まれた。父の隠居に伴い、1915年（大正4年）10月30日、男爵を襲爵した。
1917年（大正6年）7月、京都帝国大学法科大学政治経済学科を卒業。同年、拓殖局嘱託となる。その後、衆議院書記官兼拓務書記官、衆議院秘書課長、同調査部二課長、衆議院事務局議事課長、海軍省事務官、議院制度調査会幹事、議会制度審議会幹事などを務めた。
1939年（昭和14年）6月21日、貴族院男爵議員補欠選挙で当選し、公正会に所属して1947年（昭和22年）5月2日の貴族院廃止まで2期在任した。その他、学習院評議会会員、拓務省委員、大東亜省委員、外貨債処理委員会委員などを務めた。

## 親族
- 妻：華（はな、旧名・華子、稲葉順通長女）[1]
- 長男：経国[1]